# Sebastian Putz
Sebastian Putz (* 22. März 1975 in Magdeburg) ist ein deutscher Ministerialbeamter und Staatssekretär in Sachsen-Anhalt.

## Biografie
Sebastian Putz nahm nach dem Abitur 1995 ein Studium der Politikwissenschaft an der Universität Halle-Wittenberg auf, das er 2001 als Diplom-Politikwissenschaftler abschloss. Anschließend war er dort Wissenschaftlicher Mitarbeiter und wurde 2006 zum Dr. phil. promoviert.

## Politik
Sebastian Putz gehört der CDU seit 1998 an. Er war von 2006 bis 2011 in der Bundesgeschäftsstelle seiner Partei tätig. Danach wechselte er in den Landesdienst von Sachsen-Anhalt und war dort Persönlicher Referent und später Büroleiter von Thomas Webel. Er war vom 3. Mai 2016 bis zum 16. September 2021 Staatssekretär im Ministerium für Landesentwicklung und Verkehr. Seit dem 16. September 2021 ist er Staatssekretär für Kultur in der Staatskanzlei und im Ministerium für Kultur des Landes Sachsen-Anhalt unter Staatsminister und Minister für Kultur Rainer Robra.